# Christoph Bantzer
Christoph Bantzer (* 4. Januar 1936 in Marburg) ist ein deutscher Schauspieler.

## Leben und Werk
Christoph Bantzer wurde 1936 in Marburg in eine Künstlerfamilie geboren, sowohl Vater als auch Großvater Carl Bantzer waren Maler. Sein jüngerer Bruder Claus Bantzer ist Musiker und Komponist.
Bantzer studierte Schauspiel an der Max-Reinhardt-Schule in Berlin. Von 1959 bis 1962 war er in Wuppertal engagiert und 1964/65 in Hamburg. Von 1965 bis 1969 spielte er am Berliner Schillertheater unter Boleslaw Barlog. Am Schauspielhaus Zürich hatte er 1971 großen Erfolg in der Titelrolle von Hamlet. Von 1972 bis 1977 gehörte Christoph Bantzer zum Ensemble des Deutschen Schauspielhauses in Hamburg. Dort war er unter anderem als Leonce in Leonce und Lena (1975), St. Just in Dantons Tod (1976) zu sehen.
Von 1982 bis 1985 führten ihn Gastengagements an das Schauspielhaus Zürich, wo er Tellheim in Minna von Barnhelm (1982) und den Herzog in Maß für Maß (1985) darstellte. Seit 1985 – mit dem Beginn der Intendanz Jürgen Flimms – gehört Bantzer zum Hamburger Thalia Theater. Hier verkörperte er im Laufe seiner Karriere zahlreiche Charaktere, zum Beispiel die Titelrolle in Peer Gynt (1985) und Hamlet (1986), Cléante in Tartuffe (1996) und Kulygin in Drei Schwestern (1999).
Sein Schwerpunkt liegt beim Theaterschauspiel; er spielte an vielen wichtigen deutschsprachigen Bühnen, u. a. dem Wiener Burgtheater. Neben seinen Theaterengagements arbeitet Bantzer an vielen Filmen mit, hauptsächlich sind dies Fernsehproduktionen. Große Anerkennung erhielt er für seine Darstellung der Titelfiguren im Fernsehspiel Heinrich Heine (1978) und des Fünfteilers Mozart (1982/83).
Als Sprecher ist er auf einer Reihe von Hörbüchern und auch in Synchronisationen zu hören.
Christoph Bantzer war in erster Ehe verheiratet mit der Schauspielerin Anne-Marie Kuster. Aus der Ehe stammen seine Kinder die Schauspielerin Johanna Bantzer (* 1978) und der Drehbuchautor Aurel Bantzer (* 1975). Christoph Bantzer ist in zweiter Ehe verheiratet mit der Sopranistin Dorothea Röschmann.

## Auszeichnung
2006 übergab Manfred Steffen den Albert-Bozenhard-Ring an Bantzer.

## Hörbuch (Auswahl)
- Mario Vargas Llosa: Tante Julia und der Kunstschreiber. Bearbeitung: Daniel Howald, Regie: Claude Pierre Salmony, gesprochen von André Jung, Christoph Bantzer u. a.: Schweizer Radio DRS/Der Hörbuchverlag, München 2010 (10 CD)
- Stéphane Hessel: Empört Euch! aus dem Französischen von Michael Kogon, gelesen von Christoph Bantzer, Hörbuch Hamburg, Hamburg 2011, 1 CD 51 min, ISBN 978-3-89903-336-6.

## Hörspiele (Auswahl)
- 1971: Ror Wolf: Auf der Suche nach Dr. Q 1: Der Chinese am Fenster – Regie: Raoul Wolfgang Schnell (Hörspiel – WDR/HR)
- 1988: Dorothy L. Sayers: Der Mann mit den Kupferfingern (Lord Peter Wimsey) – Regie: Jürgen Dluzniewski (Hörspielbearbeitung, Kriminalhörspiel – NDR)
- 2011: Louis Begley: Mistlers Abschied – Regie: Irene Schuck (Hörspiel – NDR)
- 2013: Ursula Krechel: Wenn man ein gleichschenkliges Dreieck auf den Kopf stellt – Regie: Hans Gerd Krogmann (Hörspiel – SWR)

## Filmografie (Auswahl)
- 1963: Der Arzt am Scheidewege (Fernsehfilm)
- 1965: Ein Wintermärchen (Fernsehverfilmung)
- 1968: Der Tod des Handlungsreisenden (Fernsehfilm)
- 1969: Asche des Sieges (Fernsehfilm)
- 1970: Wir – zwei
- 1970, 1972: Der Kommissar (Fernsehserie, verschiedene Rollen, 2 Folgen)
- 1971: Die Münchner Räterepublik (Fernsehzweiteiler)
- 1971: Die Frau in Weiß (Fernsehdreiteiler)
- 1977: Die Dämonen (Fernseh-Miniserie)
- 1978: Heinrich Heine (Fernsehzweiteiler)
- 1980: Der Alte (Fernsehserie, Folge Vertrauensstellung)
- 1982: Mozart (Fernsehmehrteiler)
- 1990: Wer zu spät kommt – Das Politbüro erlebt die deutsche Revolution (Fernsehfilm)
- 1992: Hamburger Gift (Fernsehfilm)
- 1990: Tatort: Medizinmänner
- 1993–1996: Derrick (Fernsehserie, verschiedene Rollen, 4 Folgen)
- 1995: Bella Block: Liebestod (Fernsehreihe)
- 1996: Tatort: Parteifreunde
- 1997: Funny Games
- 2000: Bella Block: Abschied im Licht
- 2002: Väter
- 2003: Der letzte Zeuge (Fernsehserie, eine Folge)
- 2004: Angekommen (Kurzfilm)
- 2004: Tatort: Abschaum
- 2008: Maria Stuart
- 2012: Tatort: Die Ballade von Cenk und Valerie
- 2015: 4 Könige
- 2019: Tatort: Anne und der Tod

## Ehrungen
Aufnahme in die Freie Akademie der Künste Hamburg in der Sektion Darstellende Kunst, deren Sektionsleiter Bantzer ist.